# Rudiviridae
Die Virusfamilie Rudiviridae umfasst unbehüllte Archaeenviren mit einem Strang linearer, doppelsträngiger DNA als Genom. Die bisher klassifizierten Virusspezies haben thermophile Archaeen der Abteilung Crenarchaeota zum Wirt; besonders gut beschrieben ist ihr Vorkommen in Sulfolobus islandicus (Klasse Thermoprotei).
Die Bezeichnung der Familie leitet sich vom lateinischen rudis (Rapier, kleiner Stab) ab, was auf die längliche Form der Viren hindeuten soll.

## Morphologie und Genom

Schemazeichnung eines Virions der Familie Rudiviridae, rechts aufgeschnitten

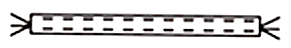
Schemazeichnung eines Virions von Sulfolobus islandicus rod-shaped virus 2, Gattung Icerudivirus

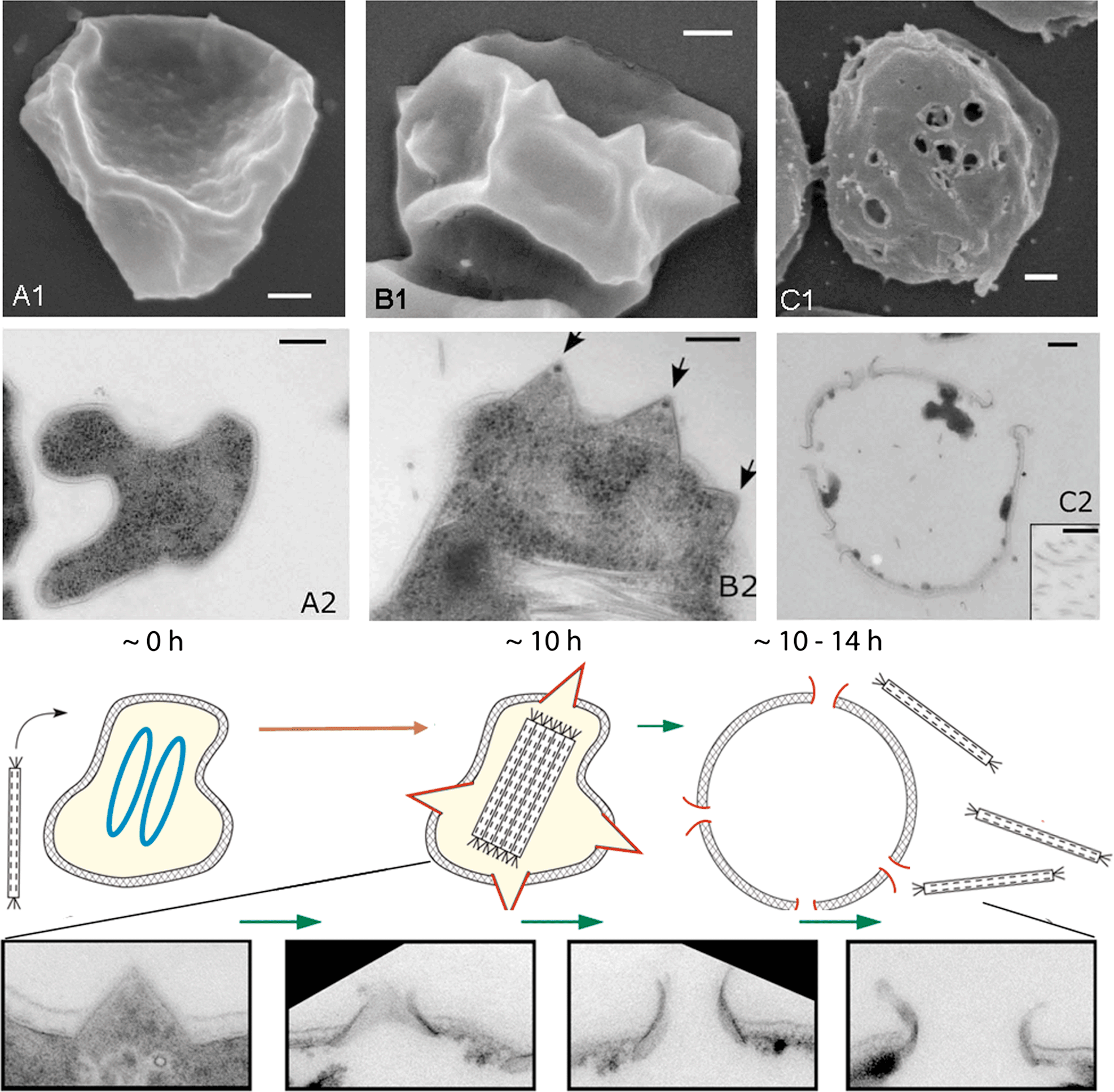
Sulfolobus islandicus rod-shaped virus 2, Gattung Icerudivirus, in einer Zelle von Sulfolobis islandicus replizierend. Austritt erfolgt über die virus-induzierten Pyramiden. Balken 200 nm.

Die Virionen der Rudiviridae sind stabförmig mit einem konstanten Durchmesser von 23 nm und einer variablen Länge von 830 bis 900 nm. Dieses helikale Kapsid ist aus spiralförmig angeordneten Molekülen eines DNA-bindenden Kapsidproteins aufgebaut. Die Windungen der Spirale wiederholen sich alle 4,3 nm. An den Enden der Virionen erkennt man stöpselartige Strukturen, die das Kapsid verschließen und an denen sich je drei kurze für die Rezeptorbindung zuständige Fibrillen (Schwanzfasern) befinden.

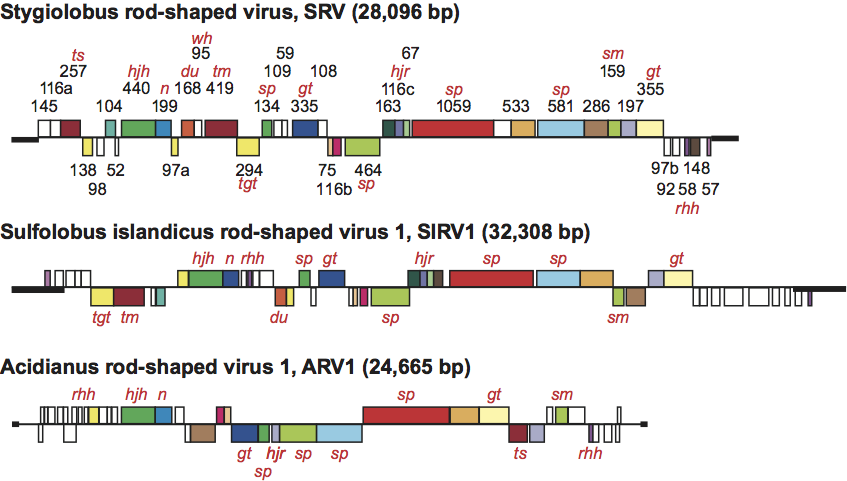
Genomkarte von Stygiolobus rod-shaped virus (SRV), Sulfolopbus islandicus rod-shaped virus 1 (SIRV1) and Acidianus rod-shaped virus 1 (ARV1)

Das Genom der Rudiviren besteht aus einem einzigen Strang einer doppelsträngigen DNA mit einer Größe von 32 bis 35 kBp. Das Genom enthält offene Leserahmen für 45 (SIRV-1) bzw. 54 (SIRV-2) virale Proteine. Typisch sind sehr lange repetitive Sequenzen an den Enden des DNA-Stranges.

## Systematik

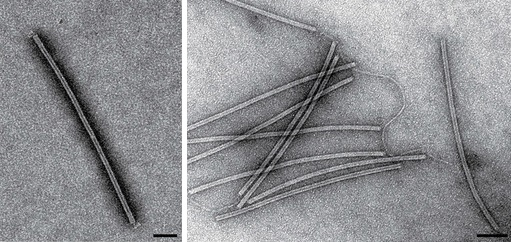
Sulfolobus islandicus rod-shaped virus SIRV-5 (links) und SIRV-8 (rechts), beide Gattung Usarudivirus

Die frühere Gattung Rudivirus wurde inzwischen vom ICTV aufgeteilt. 
Mit der Umstellung auf binäre Nomenklatur (analog zu zellulären Organismen) wurden die alten Speziesnamen zu Bezeichnungen für die jeweiligen Referenzstämme.
Damanach ist die Systematik der Rudiviridae inklusive Vorschläge nach der Taxonomie des NCBI mit Stand Anfang März 2025 wie folgt:
- Familie Rudiviridae
  - Gattung Azorudivirus
    - Spezies Azorudivirus furnasense (früher Azorudivirus SRV), mit Stygiolobus rod-shaped virus (SRV)

  - Gattung Hoswirudivirus
    - Spezies Hoswirudivirus acidiani (früher Hoswirudivirus ARV3) mit Acidianus rod-shaped virus 3 (ARV-3)
    - Spezies Hoswirudivirus metallosphaerae (früher Hoswirudivirus MRV1), mit Metallosphaera rod-shaped virus 1 (MRV-1)
    - Spezies Hoswirudivirus pozzuoliense (früher Hoswirudivirus ARV2), mit Acidianus rod-shaped virus 2 (ARV-2)
    - Spezies Hoswirudivirus saccharolobi (früher Hoswirudivirus SSRV1), mit Saccharolobus solfataricus rod-shaped virus 1 (SSRV-1)

  - Gattung Icerudivirus
    - Spezies Icerudivirus gunnuhverense (früher Icerudivirus SIRV3), mit Sulfolobus islandicus rudivirus 3 (SIRV-3)
    - Spezies Icerudivirus hveragerdiense (früher Icerudivirus SIRV2), mit Sulfolobus islandicus rod-shaped virus 2 (SIRV-2)[3]
    - Spezies Icerudivirus kverkfjoellense (früher Icerudivirus SIRV1), mit Sulfolobus islandicus rod-shaped virus 1 (SIRV-1) und Sulfolobus islandicus rudivirus 1 variant XX)

  - Gattung Itarudivirus
    - Spezies Itarudivirus pozzuoliense (früher Itarudivirus ARV1), mit Acidianus rod-shaped virus 1 (ARV-1)

  - Gattung Japarudivirus
    - Spezies Japarudivirus beppuense (früher Japarudivirus SBRV1), mit Sulfolobales Beppu rod-shaped virus 1 (SBRV-1)

  - Gattung Mexirudivirus
    - Spezies Mexirudivirus azufresense (Mexirudivirus SMRV1), mit Sulfolobales Mexican rudivirus 1 (SMRV-1)[4]

  - Gattung Usarudivirus
    - Spezies Usarudivirus acidum (früher Usarudivirus SIRV10), mit Sulfolobus islandicus rod-shaped virus 10 (SIRV-10)
    - Spezies Usarudivirus aestus (früher Usarudivirus SIRV9), mit Sulfolobus islandicus rod-shaped virus 9 (SIRV-9)
    - Spezies Usarudivirus caloris (früher Usarudivirus SIRV8), mit Sulfolobus islandicus rod-shaped virus 8 (SIRV-8)
    - Spezies Usarudivirus dryadis (früher Usarudivirus SIRV11), mit Sulfolobus islandicus rod-shaped virus 11 (SIRV-11)
    - Spezies Usarudivirus nymphense (früher Usarudivirus SIRV5), mit Sulfolobus islandicus rod-shaped virus 5 (SIRV-5) und Sulfolobus islandicus rod-shaped virus 6 (SIRV-6)
    - Spezies Usarudivirus yellowstonense (früher Usarudivirus SIRV4), mit Sulfolobus islandicus rod-shaped virus 4 (SIRV-4)
    - Spezies „Sulfolobus islandicus rod-shaped virus 7“ (SIRV-7)

Ursprünglich wurde die Virusspezies „Thermoproteus tenax virus 4“ (TTV4) in die alte Gattung Rudivirus klassifiziert. Da sich die Morphologie jedoch erheblich unterscheidet und nicht ausreichend Sequenzinformationen vorliegen, wurde das TTV4 als unklassifizierte Virusspezies keiner bestehende Virusfamilie zugeordnet. Eine neue Virusfamilie Bacilloviridae wurde vorgeschlagen, jedoch vom ICTV (bisher) nicht akzeptiert. Siehe auch Thermoproteus tenax spherical virus 1 (TTSV-1), Gattung Alphaglobulovirus, in Globuloviridae, ebenfalls Archaeenviren.

## Ähnlichkeiten zu anderen Viren
Das Genom zeigt Ähnlichkeiten mit der Virusfamilie Poxviridae bei Wirbeltieren. Dies betrifft die Anordnung und Reihenfolge der Gene wie auch die Replikation des Genoms in der infizierten Zelle. Auffällige Sequenzübereinstimmungen von bis zu 30 % bestehen zur Familie Lipothrixviridae, deren Mitglieder bis auf eine zusätzliche Virushülle auch einen ähnlichen, helikalen Aufbau des Kapsids zeigen. Aufgrund erweiterter Sequenzanalysen kann ein gemeinsamer evolutionärer Ursprung der beiden Familien Rudiviridae und Lipothrixviridae angenommen werden, weshalb sie seit 2012 zu einer neuen, gemeinsamen Ordnung Ligamenvirales zusammengefasst sind.